# Porto Nacional
Porto Nacional − miasto i gmina w Brazylii, w stanie Tocantins.
Miasto położone jest w centralnej części stanu, w odległości około 60 km od stolicy stanu – Palmas, na prawym brzegu rzeki Tocantins. W 2007 roku ludność wynosiła 45 289 mieszkańców. Powierzchnia Porto Nacional wynosi 4450 km².